# Doktor Addison
A Doktor Addison (eredeti cím: Private Practice) a népszerű televíziós sorozat, A Grace klinika spin-offja. Készítője Shonda Rhimes. A sorozat Dr. Addison Forbes Montgomery életét követi nyomon, aki otthagyja a seattle-i Grace Klinikát, hogy egy Los Angeles-i magánrendelőben vállaljon állást.
A sorozat rejtett pilotját az ABC csatorna sugározta 2007. május 3-án. Rendezője Michael Grossman volt. A premierre 2007. szeptember 26-án került sor.

## Gyártás
2007. február 21-én jelent meg a hír a The Wall Street Journal című lapban, miszerint az ABC csatorna egy új spin-off sorozat gyártását tervezi. Az új sorozat főszereplője A Grace klinikából is jól ismert Dr. Addison Forbes Montgomery, aki Los Angelesbe költözik.
A rejtett pilotot 2007. május 3-án mutatták be A Grace klinika harmadik évadbeli Döntések és kalamajkák című dupla epizódjának részeként. A pilot bemutatja a tervezett sorozat főbb szereplőit, és az események helyszínét, az Oceanside Wellness Centre-t.
A sorozat első epizódját 2007. szeptember 26-án sugározta az ABC csatorna. Az első évadot 13 részesre tervezték, azonban az írók sztrájkja miatt csak 9 rész készült el belőle. A premier előtt két személyi változás is történt. Merrin Dungey helyett, aki a pilotban alakítja Dr. Naomi Bennettet, Audra McDonald kapta meg a szerepet. Emellett KaDee Strickland is csatlakozott a stábhoz, mint állandó szereplő.
A második évad 22 részes, a harmadik pedig 23 részes volt.
|  | Alább a cselekmény részletei következnek! |

## Szereplők
| Szereplő                      | Eredeti hang      | Magyar hang        | Leírás |
| ----------------------------- | ----------------- | ------------------ | --- |
| Dr. Addison Forbes Montgomery | Kate Walsh        | Dudás Eszter       | A világ egyik legnevesebb újszülött sebésze, aki szülésznő és nőgyógyász is egyben. Otthagyva a Seattle Grace Klinikát Los Angelesbe költözik, hogy új életet kezdjen. A Santa Monica-i Oceanside Wellness Groupnál helyezkedik el. Érkezését vegyes érzelmekkel fogadják, azonban rövid időn belül sikerül beilleszkednie, és új barátokat szereznie. |
| Dr. Naomi Bennett             | Audra McDonald    | Agócs Judit        | Addison egyetemi barátnője. Az Oceanside Wellness Group egyik társtulajdonosa és alapítója. Szakterülete az endokrinológia. |
| Dr. Pete Wilder               | Tim Daly          | Czvetkó Sándor     | A klinika természetgyógyásza, aki észrevehetően gyengéd érzelmeket táplál Addison iránt. |
| Dr. Sam Bennett               | Taye Diggs        | Kálid Artúr        | Addison szomszédja, és Naomi volt férje. Belgyógyász szakorvos, aki ugyancsak a klinika társtulajdonosa. |
| Dr. Violet Turner             | Amy Brenneman     | Orosz Helga        | Pszichiáter, a pozitív gondolkodás híve. |
| Dr. Cooper Freedman           | Paul Adelstein    | Viczián Ottó       | Gyermekorvos, aki ismert nőcsábász hírében áll. Rendszeresen ismerkedik az interneten. Charlotte férje |
| William "Dell" Parker         | Chris Lowell      | Szabó Máté         | A klinika recepciósa, aki ebédideje nagy részét szörfözéssel tölti. |
| Dr. Charlotte King            | KaDee Strickland  | Kisfalvi Krisztina | A Santa Monica-i Szent Ambrus Kórház (St. Ambrose Hospital) személyzeti vezetője és orvosa. Cooper felesége |
| Dr. Jake Reilly               | Benjamin Bratt    |                    | Termékenységi szakértő, Addison férje |
| Dr. Amelia Shepherd           | Caterina Scorsone |                    | Idegsebész, Addison volt sógornője, jó barátnője |

## Epizódok
|  | Itt a vége a cselekmény részletezésének! |